# Садовое сельское поселение (Мордовия)
Садо́вое се́льское поселе́ние — упразднённое сельское поселение в Теньгушевском районе Республики Мордовия. 
Образовано в 2004 году в границах, определённых Законом Республики Мордовия от 28 декабря 2004 года.
Передано в состав Старокачеевского сельского поселения в 2008 году.
В состав поселения входили:
- посёлок Садовый — административный центр поселения,
- деревня Александровка,
- деревня Новая Качеевка,
- посёлок Феклисов.